# بوني كوبر
بوني كوبر (بالإنجليزية: Bonnie Cooper)‏ هي لاعب كرة قاعدة أمريكية، ولدت في 17 مارس 1935 في تريمونت في الولايات المتحدة، وتوفي بنفس المكان في 8 نوفمبر 2018.